# Allan Graham (cầu thủ bóng đá)
Allan Graham (sinh ngày 23 tháng 10 năm 1937) là một cầu thủ bóng đá người Anh thi đấu ở vị trí hậu vệ cho Sunderland.